# خط أنابيب الدفق الأخضر
خط أنابيب الدفق الأخضر (بالإنجليزية: Greenstream pipeline)‏، هو جزء من مشروع غاز غرب ليبيا، وهو مشروع خط أنابيب تحت سطح البحر للغاز الطبيعي من ليبيا إلى إيطاليا.

## التاريخ
نشأت فكرة خط أنابيب الغاز الطبيعي من ليبيا إلى إيطاليا في السبعينات. وأنجزت دراسات الجدوى المبدئية في الثمانينات والتسعينات. بدأ إنشاء خط الأنابيب في عام 2003. المقاول الأساسي في المشروع هي سايپم، والتي تستخدم لمد خطوط الأنابيب Castoro Sei و سفن الجرف Crawler. المدخل البحري وأعمال الردم قامت بها بوسكاليس البحرية.
بدأت إمدادات الغاز في 1 أكتوبر 2004، وأفتتح خط الأنابيب سيلڤيو برلسكوني ومعمر القذافي في 7 أكتوبر 2007.

## المميزات التقنية
يمتد خط أنابيب الدفق الأخضر لمسافة 540 كم ويمر في مليته في ليبيا،إلى جيلا في صقلية، إيطاليا. ويشمل أيضا محطة ضغط مليته ومحطة استقبال جلا. ويصل خط الأنابيب من الحقل الأرضي بحر السلام، حقل البوري، حقل الوفاء بالقرب من الحدود الجزائرية، 530 كم من مليته. بلغت تكاليف الإنشاء 6.6 مليار دولار أمريكي. يصل قطر خط الأنابيب إلى 32 إنش (810 مم) بقدرة أولية 8 مليارات متر مكعب (bcm) من الغاز الطبيعي سنوياً. وسوف تزيد القدرة فيما بعد إلى 11 مليار متر مكعب (bcm) .

## الملكية
قام بإنشاء المشروع ويملكه شركة "Agip Gas BV" ، وهي مشروع مشترك بين شركة الطاقة الايطالية إني والمؤسسة الوطنية للنفط في ليبيا.